# Reid Davis
Reid Watson Davis (Canadá, 4 de mayo de 1999), más conocido como Reid Davis, es un jugador profesional canadiense de rugby que se desempeña en la posición de segunda línea en Seattle Seawolves, equipo perteneciente a la liga Major League Rugby.

## Carrera
En 2022, Davis se unió al equipo Pacific Pride Academy (2022-2023), después pasó a Seattle Seawolves, disputando su primera temporada en la Major League Rugby. También fue parte de la Selección juvenil de rugby de Canadá.